# Madonna col Bambino e san Giovannino (Perugino)
La Madonna col Bambino e san Giovannino  è un dipinto a olio su tavola (73x52 cm) di Pietro Perugino, databile al 1497 e conservata nello Städel di Francoforte sul Meno.

## Descrizione e stile
L'opera è stata tratta da un cartone usato per varie Madonne, tra cui quella del Kunsthistorisches Museum e quella del Louvre. In questo caso però il cartone venne ribaltato e riguarda solo la figura di Maria, senza santi. 
Su uno sfondo di un cielo azzurrino la Madonna tiene in braccio il Bambino, con lo sguardo girato di lato e assorto in una silenziosa contemplazione. Il Bambino è seduto e sembra volersi rivolgere al piccolo Giovanni Battista, accovacciato in preghiera dietro di lui. 
La scena è impostata secondo uno schema pacato e piacevole, ordinato dalle regole della simmetria e delle rispondenze ritmiche, come si nota nelle inclinazioni delle teste. Il volto della Madonna è tipico della produzione matura del pittore: raffigura infatti una donna semplice e severa di età più avanzata, modellato sull'effigie di sua moglie Chiara Fancelli, al posto dell'elegante e raffinata giovinetta delle opere più giovanili; ciò dopotutto era anche più in linea con il clima spirituale savonaroliano, allora molto sentito a Firenze.

## Altre immagini

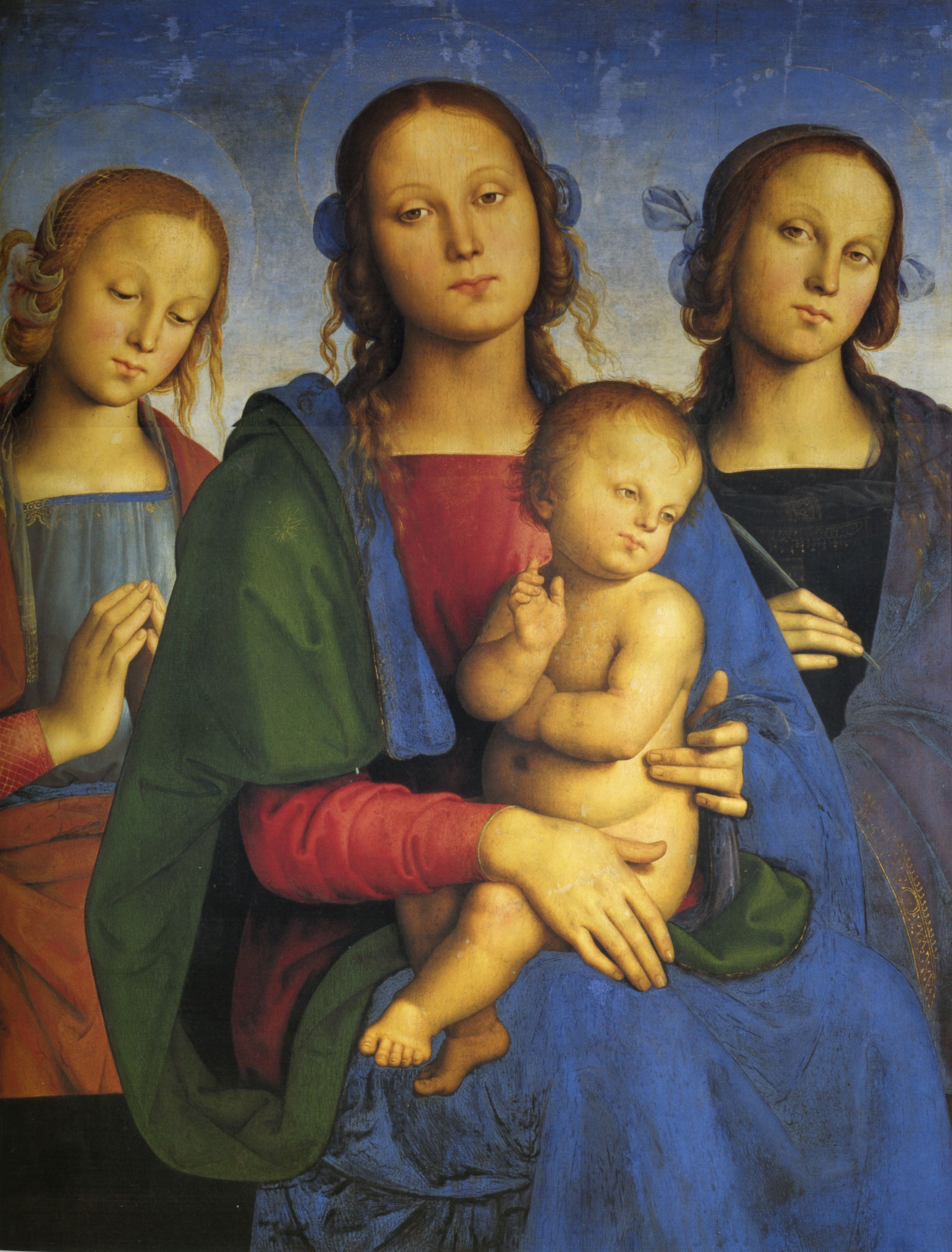
Madonna di Vienna
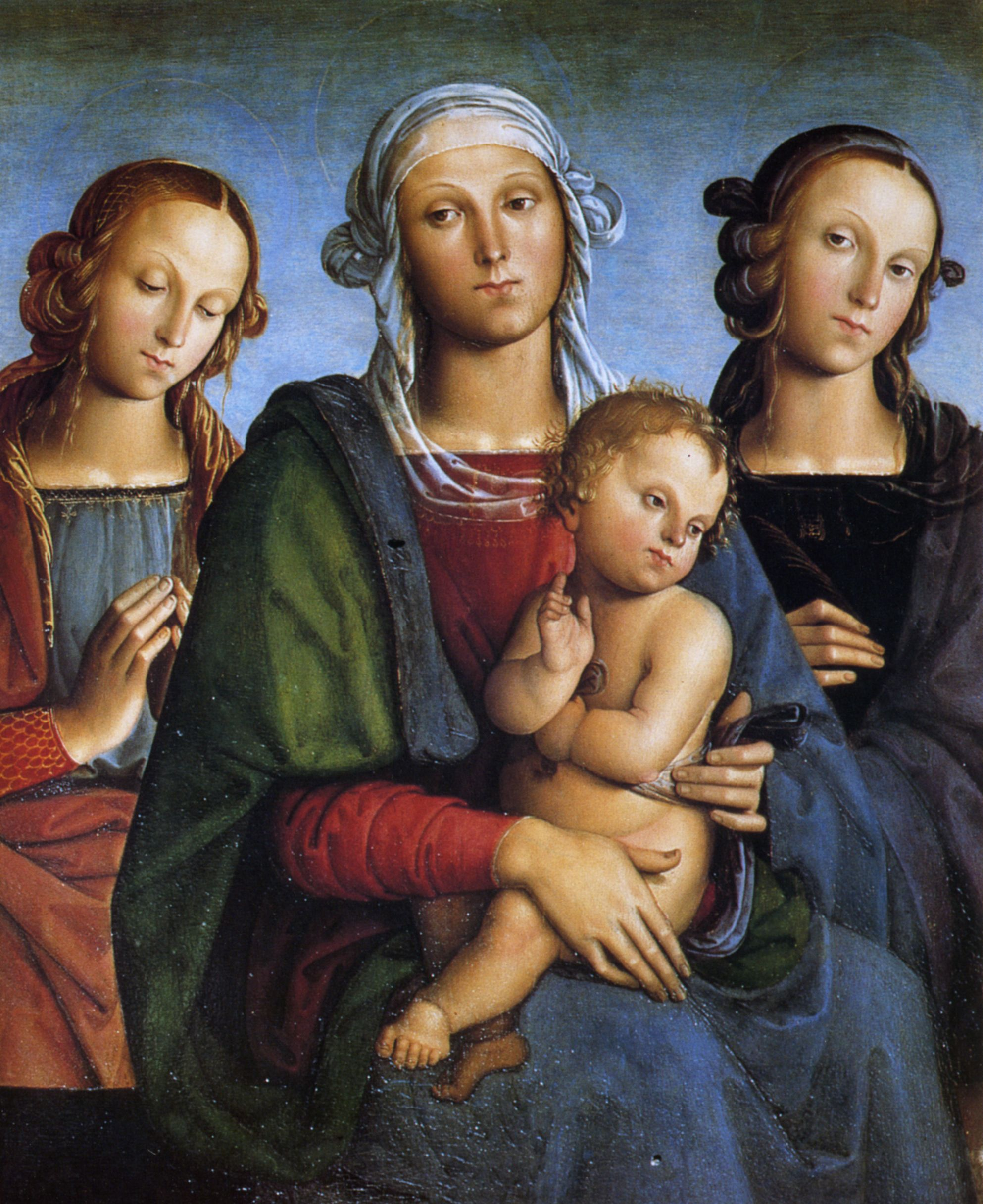
La copia di Firenze
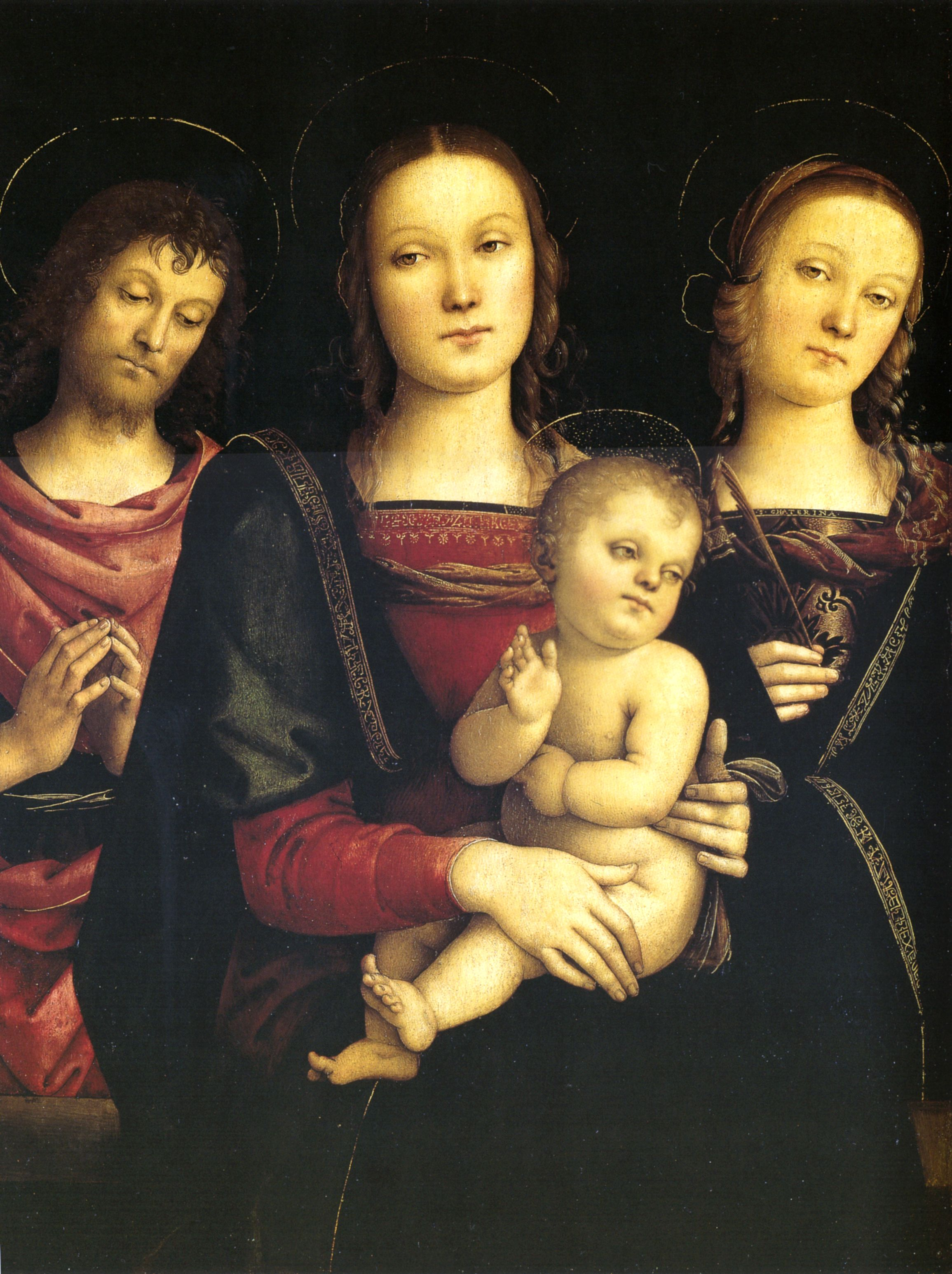
Madonna del Louvre